# Копитар, Анже
Анже Копитар (словен. Anže Kopitar; 24 августа 1987, Есенице, Югославия) — словенский хоккеист, центральный нападающий и капитан клуба НХЛ «Лос-Анджелес Кингз». Входит в топ-50 в истории НХЛ по набранным очкам и сыгранным матчам.
На драфте НХЛ 2005 года был выбран в первом раунде под общим 11-м номером командой «Лос-Анджелес Кингз».
Обладатель Кубка Стэнли в сезоне 2011/12 и 2013/14.
Является первым словенским хоккеистом, вышедшим на лёд в НХЛ, участвовавшим в матче всех звёзд НХЛ, обладателем Кубка Стэнли и капитаном клуба НХЛ.

## Личная жизнь
Копитар родился в Есенице, Словении (которая тогда была частью Югославии). Его отец Матьяж играл в хоккей за «Акрони Есенице» в Югославии и позже в словенском чемпионате в 1980-х и 1990-х годах, так же Матьяж играл на трех чемпионатах мира за Югославию и Словению в начале 1990-х годов. В сезоне 2006/07 он тренировал «Акрони Есенице», который выступал в австрийской хоккейной лиге. С 2019 года Матьяж является главным тренером сборной Словении по хоккею (ранее также тренировал сборную в 2011—2015 годах).
Мать Анже Матея работала в семейном ресторане.
Когда Анже было четыре года, отец впервые поставил его на коньки, Матьяж залил каток во дворе, на котором Анже проводил много времени. У Копитара есть брат, Гашпер, который на пять лет младше. Гашпер также играл в хоккей, когда семья переехала в Лос-Анджелес, он начал играть за юношеский состав «Кингз». Выступал за сборную Словении. В 2018 году Гашпер закончил карьеру из-за травмы, проведя последние годы в английском клубе «Манчестер Монаркс».
Бабушка Копитара преподавала английский язык в местной школе, и научила Анже и его брата говорить по-английски. Копитар говорит на пяти языках: словенском, сербском, немецком, шведском и английском. До переезда в Швецию Анже жил с родителями. В Швеции он жил в квартире один. После своего первого сезона в НХЛ, Анже перевез свою семью в Лос-Анджелес. Сейчас живёт на Манхэттен-Бич.
Кроме хоккея Копитар любит играть в футбол. Болеет за футбольный клуб «Марибор».

## Карьера

### «Лос-Анджелес Кингз»

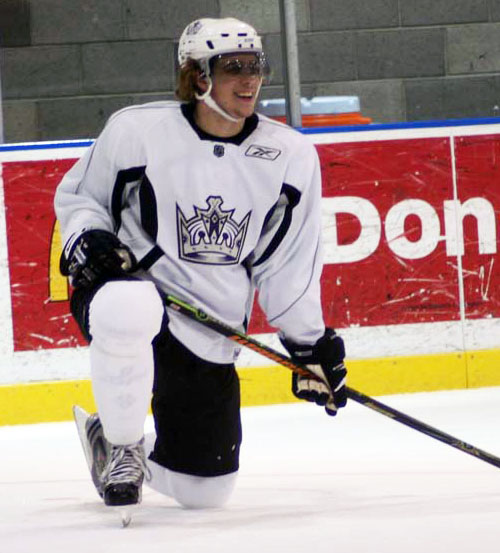
Копитар в 2007 году

Копитар подписал контракт с «Кингз» 7 сентября 2005 года, но вернулся в Швецию ещё на один сезон. Дебют в НХЛ состоялся 6 октября 2006 года, в игре против «Анахайма» он забил два гола.
10 раз за карьеру забрасывал за сезон не менее 25 шайб и 9 раз набирал не менее 70 очков. В 2012 и 2014 году Копитар был лучшим бомбардиром плей-офф НХЛ, когда «Лос-Анджелес» выигрывал Кубок Стэнли. В 2012 году Анже набрал 20 очков (8+12) в 20 матчах, а в 2014 году — 26 очков (5+21) в 26 матчах.
Копитар становился лучшим бомбардиром «Кингз» девять сезонов подряд (2007/08 — 2015/16). По итогам сезона 2015/16 получил сразу два индивидуальных приза НХЛ — «Фрэнк Дж. Селки Трофи» и «Леди Бинг Трофи».
16 июня 2016 года был назначен капитаном «Кингз», сменив Дастина Брауна.
В сезоне 2017/18 сыграл 82 матча и установил личный рекорд по голам (35), передачам (57) и очкам (92) в регулярных сезонах НХЛ. Копитар занял седьмое место в списке лучших бомбардиров сезона. Однако в плей-офф «Кингз» уже в первом раунде проиграли «Вегас Голден Найтс» со счётом 0-4 в серии. По итогам сезона Копитар второй раз в карьере получил «Фрэнк Дж. Селки Трофи» как лучший форвард оборонительного плана.
1 апреля 2019 года в игре против «Калгари Флэймз» провёл 1000-й матч в регулярных сезонах НХЛ.
5 мая 2021 года набрал 1000-е очко в регулярных сезонах НХЛ, став первым словенцем и 91-м хоккеистом в целом, достигшим этой отметки. Сезон 2020/21 стал 14-м в карьере Копитара, в котором он набрал не менее 50 очков в НХЛ.
14 октября 2021 года набрал 5 очков (3+2) в первом матче сезона НХЛ против «Вегас Голден Найтс». Был признан игроком недели НХЛ по итогам первой недели сезона. В регулярном сезоне набрал 67 очков (19+48) в 81 матче при показателе полезности -6. По ходу сезона вошёл в топ-70 самых результативных игроков в истории НХЛ.
9 января 2023 года набрал 1100-е в карьере очко в регулярных сезонах НХЛ. Копитар стал 65-м хоккеистом в истории, достигшим этой отметки. 28 февраля 2023 года забросил 4 шайбы в ворота «Виннипега» (6:5 Б). Три шайбы Копитар забросил во втором периоде. Это был шестой хет-трик Копитара в НХЛ и второй случай, когда он забросил 4 шайбы за матч, после 22 марта 2018 года. В сезоне 2022/23 набрал 74 очка (28+46) в 82 матчах при показателе полезности +20. Копитар стал одним из самых корректных игроков сезона — всего 4 штрафные минуты в 82 матчах.
28 октября 2023 года стал 68-м хоккеистом в истории НХЛ, сыгравшим 1300 матчей в регулярных сезонах. 8 ноября 2023 года в игре против «Вегас Голден Найтс» (4:1) забросил свою 400-ю шайбу в НХЛ. 25 марта 2024 года набрал 2 очка (1+1) в игре против «Ванкувера» (3:2) и сравнялся с Венсаном Дамфуссом, занимавшим 50-е место в списке лучших бомбардиров в истории НХЛ (по 1205 очков). 30 марта 2024 года забросил шайбу в ворота «Калгари» (2:4) и обошёл Дамфусса. В сезоне 2023/24 15-й раз в карьере набрал не менее 60 очков за сезон НХЛ и 10-й раз забросил не менее 25 шайб.
10 октября 2024 года в первом матче сезона 2024/25 сделал хет-трик в третьем периоде в ворота «Баффало Сейбрз» (3:1). Это был седьмой в карьере Копитара хет-трик в НХЛ, он был признан первой звездой игрового дня в лиге. 17 октября сыграл свой 1378-й матч в НХЛ и вошёл в топ-50 лидеров в истории Лиги по проведённым матчам. 30 октября набрал 3 очка (1+2) в матче против «Вегаса» (6:3). Вторая передача стала для Копитара 800-й в НХЛ. Копитар стал 35-м хоккеистом в целом и пятым европейцем (после Яромира Ягра, Никласа Лидстрёма, Хенрика Седина и Евгения Малкина) в истории, достигшим этой отметки. 7 декабря стал 43-м хоккеистом в истории, сыгравшим 1400 матчей в регулярных сезонах НХЛ.

## Международная карьера

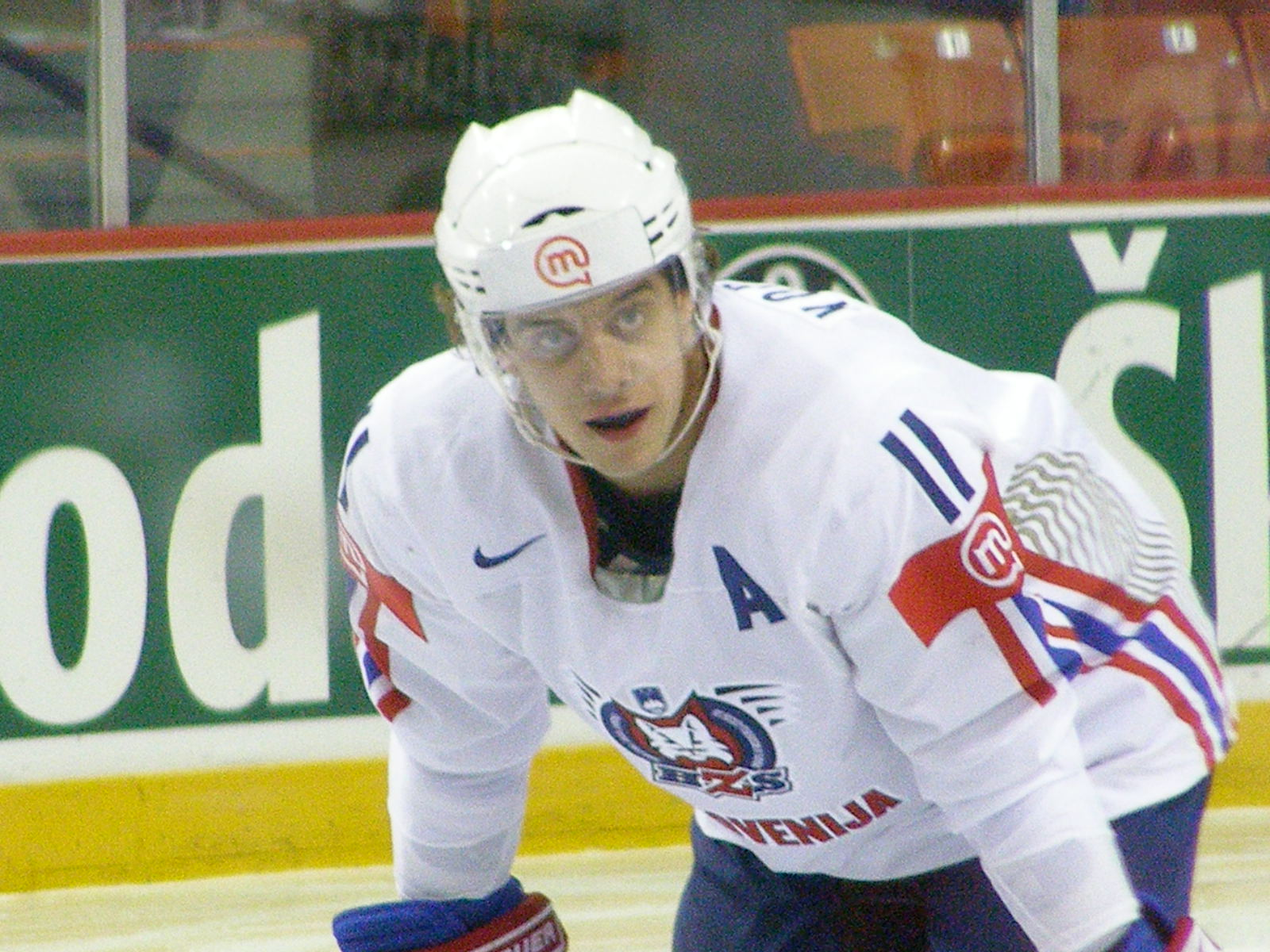
Копитар в игре за Словению 2008

Копитар впервые сыграл за сборную Словении в первом дивизионе юниорского чемпионата мира 2003, там он сыграл 5 матчей и набрал 3 очка. На следующий год он сыграл за сборную Словении (до 18) и за сборную Словении (до 20 лет). За юношей он провёл 5 матчей и набрал 8 очков, а за молодёжную сборную 5 матчей и набрал всего 2 очка. В 2005 году Анже сыграл на трех международных турнирах за Словению, он принял участие в юниорском чемпионате мира, молодёжном чемпионате мира, так же он сыграл на взрослом чемпионате мира. Оба молодёжных турнира были первого дивизиона, в то время как взрослый чемпионат мира был ТОП-дивизиона. В 2006 году на чемпионате мира он сыграл за Словению 6 матчей, забил 3 гола и набрал 9 очков. В 2007 году Словения выступала в первом дивизионе ЧМ, там он провёл 5 матчей и набрал 14 очков. В итоге Словения выиграла первый дивизион ЧМ 2007 года. В 2008 году Словения неудачно провела чемпионат мира и выбыла в первый дивизион, Копитар на этом турнире набрал 4 очка.

## Статистика
| Легенда | Легенда                    | Легенда | Легенда                   | Легенда | Легенда    |
| ------- | -------------------------- | ------- | ------------------------- | ------- | ---------- |
| И       | Количество проведённых игр | Штр     | Штрафное время            | +/−     | Плюс-минус |
| Г       | Голы                       | П       | Голевые передачи          | О       | Очки       |
| -       | Статистика неизвестна      | —       | Статистика не учитывалась |         |            |

## Достижения

### НХЛ
| Награда/Достижение            | Годы                         |
| ----------------------------- | ---------------------------- |
| Кубок Стэнли (2)              | 2012, 2014                   |
| участник Матча всех звёзд (5) | 2008, 2011, 2015, 2018, 2020 |
| Фрэнк Дж. Селки Трофи (2)     | 2016, 2018                   |
| Леди Бинг Трофи (3)           | 2016, 2023, 2025             |
| Приз Марка Мессье             | 2022                         |